# Eriosema sparsiflorum
Eriosema sparsiflorum är en ärtväxtart som beskrevs av Baker f. Eriosema sparsiflorum ingår i släktet Eriosema och familjen ärtväxter. Inga underarter finns listade i Catalogue of Life.